# Walter Alvarez
Walter Alvarez (Berkeley, 1940) is een Amerikaans geoloog werkzaam aan de University of California in Berkeley. Alvarez is de zoon van de natuurkundige en Nobelprijswinnaar Luis Alvarez.

## Studie en werk
Alvarez studeerde aan de University of Minnesota en promoveerde in 1967 aan Princeton University. Daarna werkte hij voor American Overseas Petroleum in Nederland en Lybië. Daarna bestudeerde hij de invloed van vulkanisme op de bewoning van Italië in de Vroeg-Romeinse Tijd. Nadat hij werd aangesteld aan Columbia University bestudeerde hij de platentektoniek van het Middellandse Zeegebied, met name het paleomagnetisme van diep-mariene kalksteen in Italië. Alvarez en zijn collega's stelden een magnetostratigrafische tijdschaal op voor de laatste 100 miljoen jaar.

## Ontdekking
Alvarez is het bekendst geworden om de ontdekking van hoge iridiumconcentraties in een kleilaag die zich pal op de Krijt-Tertiairgrens bevindt. De ontdekking werd samen met zijn vader Luis Alvarez, Frank Asaro en Helen Michel gedaan. Omdat iridium veel voorkomt in planetoïden maar op Aarde zeldzaam is, trok het team de conclusie dat er tijdens de overgang tussen het Krijt en het Tertiair een planetoïde moet zijn ingeslagen. Inmiddels is de iridiumverrijkte laag op veel plekken ter wereld gevonden.

## Acceptatie
Tegenwoordig gelooft de meerderheid der geleerden dat de inslag de oorzaak is van de K-T-massa-extinctie, waarbij zo'n 85% van alle soorten op Aarde uitstierven, waaronder de dinosauriërs. Alvarez schreef een boek (T. Rex and the Crater of Doom) over de ontdekking.

## Onderscheidingen
Alvarez ontving de Penrose Medal van de Geological Society of America en een eredoctoraat van de Universiteit van Siena.